# Hypoallergene kat

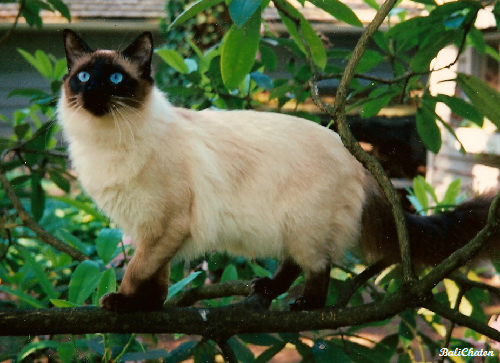
De Balinese kat is een voorbeeld van een hypoallergene kat, omdat deze weinig allergenen produceert.

Een hypoallergene kat is een kat die minder allergische reacties oproept bij mensen en daarom als hypoallergeen wordt beschouwd.
Het woord 'hypo' is een Grieks voorzetsel en betekent 'minder'. Ongeveer 10% van de bevolking heeft een kattenallergie. Daarvan is 90% allergisch voor het eiwit Fel D1. Dit eiwit komt voor in het speeksel, urine en de tranen van de kat. Sommige kattenrassen worden gezien hypoallergene katten. Dit is omdat zij naar wordt gezegd minder allergene produceren dan andere. 
Het Amerikaanse bedrijf Allerca heeft aan het begin van de eenentwintigste eeuw geprobeerd speciale hypoallergene katten te fokken. Volgens Allerca was het eiwit Fel D1 zo aangepast dat een allergische reactie niet meer zou voorkomen. Een Allerca-kat kostte 4000 dollar. In 2010 stopte het bedrijf met het fokken van de hypoallergene kat. Wetenschappelijk bewijs voor de werking van de aanpassing is nooit geleverd. 
Er staan meerdere kattenrassen bekend om het feit dat zij hypoallergeen zijn. Voorbeelden zijn de blauwe rus, balinees, bengaal, LaPerm, Neva Masquerade, siberische kat, cornish rex en devon rex.